# Betty Shabazz

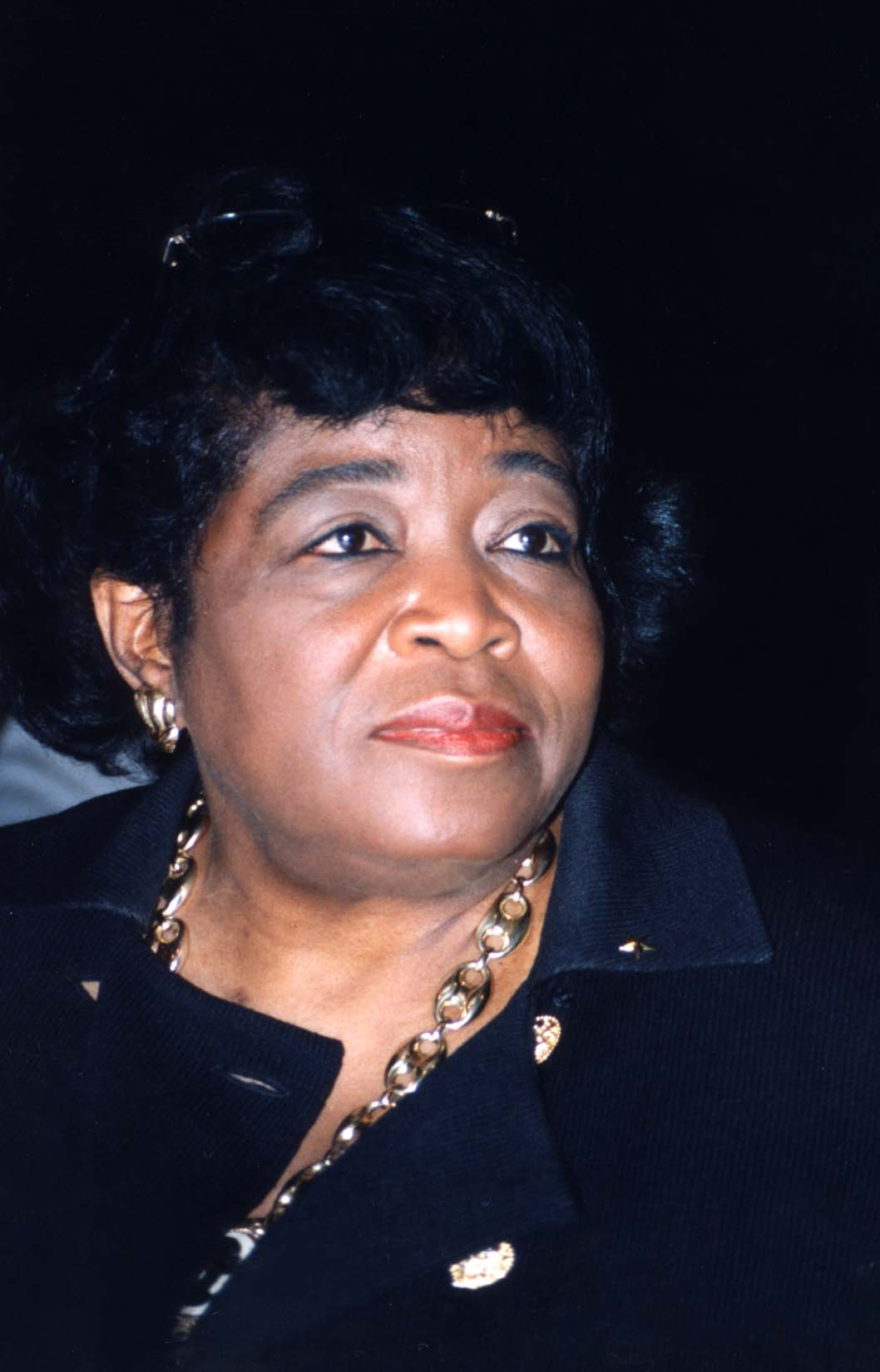
Betty Shabazz

Betty Shabazz (* 28. Mai 1936 in Detroit; † 23. Juni 1997 in Bronx, New York City; gebürtig Betty Jean Sanders, auch als Betty X bekannt) war eine US-amerikanische Bürgerrechtsaktivistin. Sie war die Ehefrau von Malcolm X.

## Leben
Betty war ein adoptiertes Kind, das in einem Mittelklasse-Haushalt in Detroit aufwuchs. Nach der High School arbeitete sie im Tuskegee Institute in Alabama und anschließend an der Brooklyn State Hospital School of Nursing.
Nachdem sie in New York City eine Rede von Malcolm X im Islamic Temple gehört hatte, traf sie sich mit ihm, und er brachte ihr die Problematik des Rassismus in Alabama näher. Als sie 1958 die Schwesternschule abschloss, war sie bereits Mitglied der Nation of Islam.
Obwohl es in der Gruppierung keine Einzeltreffen zwischen alleinstehenden Personen gab, hielt Malcolm um ihre Hand an und heiratete sie in der gleichen Woche. Das Paar bekam sechs Töchter, obwohl sich Malcolm stets männlichen Nachwuchs wünschte: Attallah (* 1958), Qubilah (* 1960), Ilyasah (* 1963), Gamilah (* 1964) und nach seinem Tod die Zwillinge Malaak (* 1965) und Malikah (1965–2021).
Am 21. Februar 1965 nahm sie, schwanger mit ihren Zwillingen, ihre vier Töchter nach Harlem zu seiner Rede mit. Als die ersten Schüsse fielen, riss sie ihre Kinder zu Boden und warf sich über sie. Vor ihren Augen wurde Malcolm ermordet, zu diesem Zeitpunkt war ihre älteste Tochter erst sechs Jahre alt.
Nach einer Pilgerreise mit ihren Kindern nach Mekka hätte sie persönlich ein ruhiges Familienleben vorgezogen, aber das Attentat brachte die große Familie in die Medien; Mutter und Töchtern wurde es ermöglicht, zu studieren.
Nach ihrem Abschluss wurde sie Direktorin einer PR-Schule. Trotz ihres Engagements in der Bürgerrechtsbewegung versuchte sie, die Intimsphäre der Familie aufrechtzuerhalten. Sie kämpfte zeitlebens juristische Schlachten gegen Copyright-Verletzungen, die Reden ihres Mannes, seinen Namen und das Symbol X betrafen. Als seine Geschichte 1992 verfilmt wurde, übernahm sie die Rolle einer Beraterin. 1994 erhob sie sich zum ersten Mal in einer Rede gegen die Nation of Islam und deren Führer Louis Farrakhan.
Im Januar 1995 wurde ihre Tochter Qubilah wegen Anstiftung zum Mord an Farrakhan verhaftet. Überraschenderweise verteidigte Farrakhan sie, woraufhin Betty und er ihre Fehde begruben. Im Mai desselben Jahres gab es ein öffentliches Treffen der beiden in Harlem mit anschließender Versöhnung. Qubilah blieb das Gefängnis erspart, aber sie musste sich einer zweijährigen psychologischen Behandlung und einem Alkoholentzug unterziehen.
Einer ihrer Söhne, der zwölfjährige Malcolm (* 8. Oktober 1984, † 9. Mai 2013), lebte in dieser Zeit bei Betty in New York. Unglücklich über die Trennung von seiner Mutter, zündete er am 1. Juni 1997 die Wohnung seiner Großmutter an. Betty erlitt Verbrennungen dritten Grades; 80 % ihrer Haut waren verbrannt. Sie starb nach drei Wochen auf der Intensivstation am 23. Juni 1997. Ihr Enkel wurde zu 18 Monaten Jugendhaft wegen Totschlags verurteilt. Malcolm Shabazz starb nach einer Schlägerei in Mexiko-Stadt am 9. Mai 2013 mit 28 Jahren.
Das Dr. Betty Shabazz Health Center in Brooklyn wurde nach ihr benannt.

## Einzelnachweis
1. ↑  „Mexiko: Enkel des US-Bürgerrechtlers Malcolm X getötet“, Spiegel Online, 11. Mai 2013.

| Personendaten    | Personendaten                        |
| ---------------- | ------------------------------------ |
| NAME             | Shabazz, Betty                       |
| ALTERNATIVNAMEN  | Sanders, Betty Jean; Betty X         |
| KURZBESCHREIBUNG | US-amerikanische Witwe von Malcolm X |
| GEBURTSDATUM     | 28. Mai 1936                         |
| GEBURTSORT       | Detroit                              |
| STERBEDATUM      | 23. Juni 1997                        |
| STERBEORT        | Bronx, New York City                 |